# Macharès
Macharès est un roi associé du Bosphore et de Colchide de 70 à 65 av. J.-C.

## Biographie
Macharès était un des fils préféré du roi Mithridate VI du Pont. Son père lui avait confié vers 82 av. J.-C. le gouvernement du royaume du Bosphore avec des pouvoirs royaux.
Après sa défaite devant Lucius Licinius Murena, Mithridate VI s’était retiré en Arménie chez son gendre Tigrane II afin d’obtenir des secours. Macharès abandonne alors le parti de son père, il est admis dans « l’amitié du Peuple romain » par Lucullus et il fournit même du blé aux Romains 70 av. J.-C.
Repoussé par Tigrane II, le roi Mithridate décide de reconquérir son empire ; il se tourne d’abord vers la Colchide où il passe l’hiver puis le royaume du Bosphore. Craignant la vengeance de son père, Macharès, enfermé dans Panticapée, est acculé au suicide en 65 av. J.-C.